# 1955 v loďstvech
Tento článek obsahuje významné události v oblasti loďstev v roce 1955.

## Lodě vstoupivší do služby
- 1. června –  Albatros (F 543) – korveta třídy Albatros

- 30. července –  Diana (F 345) – korveta třídy Albatros

- 10. srpna –  Triton (F 347) – korveta třídy Albatros

- 22. září  Murmansk – lehký křižník projektu 68bis

- 1. října –  USS Forrestal (CV-59) – letadlová loď třídy Forrestal

- 23. října –  Alcione (F 544) – korveta třídy Albatros

- 29. prosince –  Airone (F 545) – korveta třídy Albatros

- Jean Bart – bitevní loď třídy Richelieu